# Orthomecyna aphanopis
Orthomecyna aphanopis là một loài bướm đêm thuộc họ Crambidae. Nó là loài đặc hữu của Oahu.
It is the smallest loài thuộc chi Orthomecyna.